# Маријета (Илиноис)
Маријета (енгл. Marietta) град је у америчкој савезној држави Илиноис.

## Демографија
По попису из 2010. године број становника је 112, што је 38 (-25,3%) становника мање него 2000. године.
| Група             | 2000.       | 2010.       |
| Белци             | 148 (98,7%) | 108 (96,4%) |
| Афроамериканци    | 0 (0,0%)    | 0 (0,0%)    |
| Азијати           | 0 (0,0%)    | 0 (0,0%)    |
| Хиспаноамериканци | 0 (0,0%)    | 2 (1,8%)    |
| Укупно            | 150         | 112         |